# شيلا جاكسون لي
شيلا جاكسون لي (12 يناير 1950 - 19 يوليو 2024) محامية وسياسية أمريكية وممثلة الولايات المتحدة لمنطقة الكونغرس الثامنة عشرة في تكساس، من عام 1995 حتى وفاتها في عام 2024. تشمل المنطقة وسط هيوستن. كانت عضوًا في الحزب الديمقراطي وعملت كعضو عام في مجلس مدينة هيوستن قبل انتخابها لعضوية مجلس النواب. وأيضًا عميدًا مشاركًا لوفد الكونغرس في تكساس.
ولدت جاكسون لي في كوينز، نيويورك، وتخرج من جامعة ييل في عام 1972 وكلية الحقوق بجامعة فيرجينيا في عام 1975. بعد انتقالها إلى هيوستن في عام 1987 تم تعيينها قاضية بلدية للمدينة من قبل كاثي ويتمير. في عام 1989 تم انتخاب جاكسون لي لعضوية مجلس مدينة هيوستن. عملت في المكتب حتى عام 1994 عندما بدأت حملة للكونغرس. في الانتخابات التمهيدية للحزب الديمقراطي، هزمت الرئيس الحالي كريج واشنطن واستمرت في الفوز بسهولة في الانتخابات العامة.
كانت خلال فترة عملها في الكونغرس مؤيدة للعديد من السياسات التقدمية. قدمت قانون تقييم هوية عمال النقل الأساسيين في عام 2013 وقانون سابيكا شيخ لترخيص وتسجيل الأسلحة النارية في عام 2021. وفي عام 2019، تنحت جاكسون لي عن منصبه كرئيس لمؤسسة التجمع الأسود بالكونغرس ولجنة فرعية في السلطة القضائية بمجلس النواب بعد رفع دعوى قضائية من قبل موظفة سابقة ادعت أنها طُردت بسبب اتخاذ إجراء قانوني مخطط له ضد اغتصاب مزعوم من قبل أحد المشرفين.
أعلنت جاكسون لي ترشحها لانتخابات عمدة هيوستن 2023 في مارس من ذلك العام، في الجولة الأولى احتلت المركز الثاني خلف عضو مجلس الشيوخ عن الولاية جون ويتمير. ومع ذلك، نظرًا لعدم تجاوز أي مرشح عتبة 50٪ للفوز المباشر، أجريت انتخابات الإعادة في 9 ديسمبر 2023. على الرغم من العديد من التأييدات الرئيسية، خسرت جاكسون لي الانتخابات بأغلبية ساحقة أمام ويتمير. في 11 ديسمبر، تقدمت للترشح لإعادة انتخابها لمقعدها في الكونجرس وفازت بالانتخابات التمهيدية للحزب الديمقراطي في 5 مارس 2024. وتوفيت بسبب السرطان في يوليو 2024.